# وليد الشماع
وليد الشمّاع (12 أبريل 1954 في لبنان) هو المدير التنفيذي السابق لمورغان ستانلي، كان رئيس مجلس إدارة شركة مورجان ستانلي الدولية، وفي يناير 2012 أعلنت الشركة داخليًا أن وليد سيتقاعد وسيصبح مستشارًا كبيرًا للشركة.
بين سبتمبر 2007 وديسمبر 2009 كان وليد رئيسًا مشاركًا لمورغان ستانلي، حيث أشرف على أعمال الأوراق المالية المؤسسية للشركة وعملياتها في لندن.
كما أنه مستشارًا خاصًا لإيجور سيشين رئيس روسنفت. وهو أيضًا رئيس قسم الإدارة في روسنفت، وعضو فريق الإشراف على بنك روسنفت.

## دراسته
تخرج وليد الشماع من الجامعة الأمريكية في بيروت، وحصل على شهادة البكالوريوس في إدارة الأعمال عام 1976، ثم هاجر إلى الولايات المتحدة في عام 1976، كما حصل على درجة الماجستير في الإدارة الدولية من كلية الدراسات العليا الأمريكية للإدارة الدولية في عام 1977.

## حياته الشخصية
تزوج وليد الشمّاع مرتين، وكانت زوجته الأولى لورا ديلانو روزفلت حفيدة الرئيس الأمريكي الأسبق فرانكلين روزلفت، وله منها ثلاثة أولاد. درست ابنته ألكسندرا روزفلت الشمّاع في جامعة جورج واشنطن، أما شقيقتها إيزابيلا وشقيقها أنطوني فدرسا في جامعة ديوك الأمريكية.
زوجته الثانية هي كارين زومتوبيل من بريجنز في النمسا وتزوجا في 12 يونيو 1999، ولديهما ولد واحد: لوكا الذي درس في (ليسيه فرانسيس شارل ديغول).

## حياته المهنية
انضم وليد إلى مورغان ستانلي في عام 1993 كرئيس لأسواق رؤوس أموال الولايات المتحدة، وفي عام 1996 تمت ترقيته إلى رئيس خدمات أسواق رأس المال في جميع أنحاء العالم، وفي عام 2005 تم تعيينه كرئيس عالمي للخدمات المصرفية الاستثمارية، وفي سبتمبر 2007 تم تعيينه رئيسًا مشاركًا للشركة، وهو المنصب الذي شغله حتى ديسمبر 2009.
قبل انضمامه إلى مورجان ستانلي كان العضو المنتدب لبنك كريدي سويس فيرست بوسطن، والمسؤول عن أسواق رأس المال الثابتة الخاضعة للضريبة في الولايات المتحدة ومجموعات التمويل المهيكلة. كما عمل سابقًا في شركة بوسطن الأولى وبليث إيستمان بين ويبر.